# Medische bacteriologie
Medische bacteriologie behoort tot het vakgebied van de medische microbiologie en houdt zich bezig met het bestuderen van bacteriën, hun interactie met de mens en het toepassen van behandeling om door bacteriën veroorzaakte infectieziekten te voorkomen en te bestrijden.

## Geschiedenis
Hoewel bacteriën in 1687 voor het eerst werden waargenomen duurde het bijna 200 jaar voor men inzag dat sommige bacteriën ziekten kunnen verwekken. Een van de pioniers op dit gebied was Ignaz Philipp Semmelweis. Hij wierp zich op het probleem van de "kraamvrouwenkoorts", een belangrijke doodsoorzaak in het kraambed. In die tijd was men onkundig van het feit dat deze koorts door bacteriën (Groep-A-Streptokokken) werd veroorzaakt. Semmelweis beschikte niet over wetenschappelijke aanwijzingen, maar in 1847 besloot hij de kraamvrouwenkoorts te bestrijden door het toepassen van hygiëne. De zin van zijn maatregelen werd door zijn collega's niet begrepen of ondersteund. Dat veranderde niet toen bleek dat de sterfte aan kraamvrouwenkoorts afnam. Het werk van Semmelweis kreeg weinig aandacht. Een kwart eeuw later verrichtte Louis Pasteur experimenten die aantoonden dat bacteriën infecties kunnen veroorzaken. Uiteindelijk kreeg het werk van Pasteur de erkenning die het verdiende. Lister, chirurg in het Verenigd Koninkrijk, besloot de theorie van Pasteur op de chirurgie toe te passen. Zijn techniek van antisepsis leidde tot een vermindering van het aantal postoperatieve wondinfecties. Lister werd beroemd bij het King's College Hospital in Londen, waar hij anderen in zijn methoden inwijdde. Het duurde nog lang voordat het handenwassen voorafgaand aan een medische ingreep algemeen werd toegepast. Eind 19de eeuw verhief Robert Koch de bacteriologie tot een meer exacte wetenschap. De methoden voor het aankweken van micro-organismen in het laboratorium werden verbeterd. Er werden vele voedingsbodems ontworpen die de groei van specifieke  te onderzoeken bacteriesoorten toelieten. Eind 19de eeuw werden snel na elkaar de verwekkers van vele infectieziekten ontdekt, zoals tuberculose, pest, cholera, lepra en vlektyfus. Toen vanaf 1930 de antimicrobiële middelen werden ontdekt en gesynthetiseerd, groeide het belang van de medische microbiologische wetenschap voor het geven van medisch behandel-advies. 

## Bacteriën, virussen, schimmels en protozoa
Virussen zijn veel kleiner dan bacteriën, ze zijn onzichtbaar onder een normale microscoop, en passeren zelfs  de fijne poriën van een ongeglazuurd porseleinen filter. Rickettsiae zijn iets groter dan virussen en veroorzaken vlektyfus, en andere infectieziekten. Ook gisten en schimmels kunnen ziekten bij de mens veroorzaken. Andere ernstige infectieziekten als malaria en slaapziekte zijn het gevolg van een infectie met protozoa, eencellige eukaryoten.
Voorbeelden van bacteriële infectieziekten zijn steenpuisten en andere huidinfecties (stafylokokken), keelaandoeningen, wondroos en reumatische koorts (streptokokken), longontsteking (pneumokokken), gonorroe (gonokokken), hersenvliesontsteking (meningokokken), miltvuur, difterie, tetanus, gasgangreen, voedselvergiftiging, tuberculose, kinkhoest, brucellose, cholera, vlektyfus en de pest. 
Enkele voorbeelden van virusziekten: verkoudheid, griep, de bof, mazelen, waterpokken, pokken, kinderverlamming en gele koorts.
Virussen zijn echte parasieten, ze kunnen niet buiten levende cellen voortbestaan. Wanneer een cel geïnfecteerd wordt door een virus worden nieuwe virusdeeltjes gevormd en gaat de cel te gronde. Rickettsiae worden in het algemeen op de mens overgebracht door teken, mijten en andere parasieten. In de gematigde streken komen deze ziekten weinig voor, in andere delen van de wereld worden epidemieën van vlektyfus, Q-koorts, en Rocky Montain spotted fever wel gezien. 
Schimmels en gisten veroorzaken huidinfecties als zwemmerseczeem, "ringworm", actinomycose en andere longinfecties, en spruw. Ten slotte veroorzaken protozoa, naast malaria en slaapziekte, aandoeningen als amoebedysenterie. Vaak worden de protozoa overgebracht door insecten (malariamug).